# Himmelev Skov
Himmelev Skov er en nyanlagt statsskov, beliggende i Roskilde Kommune nordøst for Roskilde i trekantområdet mellem bebyggelserne Himmelev, Trekroner og Slæggerup.
I alt 3.000 ha (3 km²) blev udlagt til skov efter en beslutning i Skov- og Naturstyrelsen i 2003, hvorefter den første beplantning foregik fra 2004. Roskilde Kommune har bidraget med yderligere 64 ha fra 2005. Skoven er herefter indledningsvist blevet realiseret gennem beplantning med træer og buske, hvorefter tilvoksning med udvikling af bundvegetation forventes at foregå løbende gennem de efterfølgende 20-30 år, varetaget med tilsyn af Roskilde og Københavns kommuner.
Skoven vil primært komme til at bestå af løvtræ, fortrinsvis eg, kombineret med bøg, ask og ær i mindre omfang. Skoven ligger oven på et betydningsfuldt grundvandsmagasin, og udlægning af arealet til skov har derfor et flerstrenget miljømæssigt formål, nemlig sikring af grønne områder og afhjælpning af CO2 problemer gennem binding af CO2 ved skovanlæggelse kombineret med beskyttelse af et væsentligt drikke- og grundvandsmagasin.
Skovarealet vil komme til at fremstå som en blanding af skovarealer kombineret med åbne pladser og anlæg til gavn og nytte for den lokale befolkning. Da det er en statsskov, er det tilladt at færdes til fods overalt i skovarealet, også om natten. Hunde skal dog holdes i snor. Dele af den nyanlagte skov vil blive indhegnet i tilvoksningsperioden.

## Eksterne links
- Himmelev Statsskov – en oversigt fra Naturstyrelsen (med kort over området som pdf-fil) Arkiveret 12. juni 2013 hos  Wayback Machine

55°39′45″N 12°07′30″Ø / 55.66250°N 12.12500°Ø
|  | Denne artikel om lokaliteten Himmelev Skov kan blive bedre, hvis der indsættes et (bedre) billede. Du kan hjælpe ved at afsøge Wikimedia Commons for et passende billede eller lægge et op på Wikimedia Commons med en af de tilladte licenser og indsætte det i artiklen. |